# 文珍俞巴
蒙廷卢帕，菲律賓華人译作文珍俞巴（闽南语白話字：Bûn-tin-lû-pa），是菲律宾马尼拉大都会的城市之一。其位于马尼拉大都会最南端，与甲米地省和内湖省接壤。2020年的人口为543,445人。

## 外部連結
- 蒙廷卢帕市官方網站 （页面存档备份，存于）